# Ritsumeikan-Universität

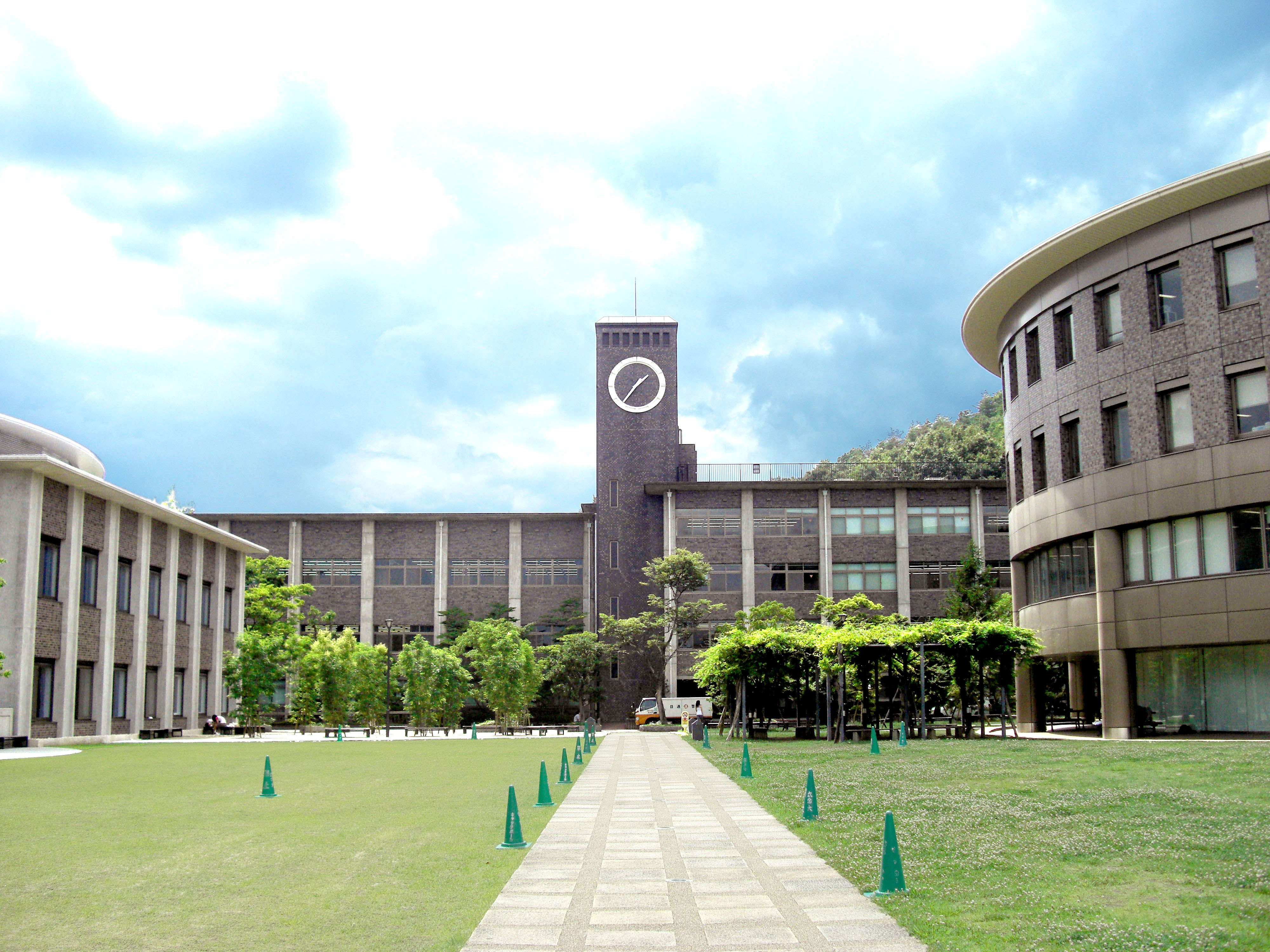
Kinugasa-Campus

Die Ritsumeikan-Universität (japanisch 立命館大学, Ritsumeikan daigaku, kurz: Ritsumei (立命) oder Rits) ist eine private Universität in Japan. Der Hauptsitz ist in Nakagyō-ku, Kyōto (Suzaku-Campus, 35° 0′ 33,4″ N, 135° 44′ 32″ O).
Sie ist eine der größten Universitäten in Westjapan und hat etwa 36.000 Studenten und etwa 700 Professoren (Mai 2008).

## Geschichte
Der geistige Ursprung der Universität war die Privatschule Ritsumeikan (私塾立命館, Shijuku Ritsumeikan), die 1869 von Saionji Kimmochi (1849–1940) gegründet wurde. Der Schulname Ritsumei kam von Mengzis Worten: „殀壽不貳 修身以俟之 所以立命也.“ (dt. etwa: Ob man jung stirbt oder lang lebt ist eine Schicksalsfügung. Durch das Warten auf den Tod mit lebenslanger Selbstverbesserung soll man sein Schicksal erfüllen.)  Die Privatschule wurde 1870 auf das Gebot der Präfekturverwaltung hin geschlossen, denn die Studenten waren eventuell revolutionär gegen die Verwaltung.

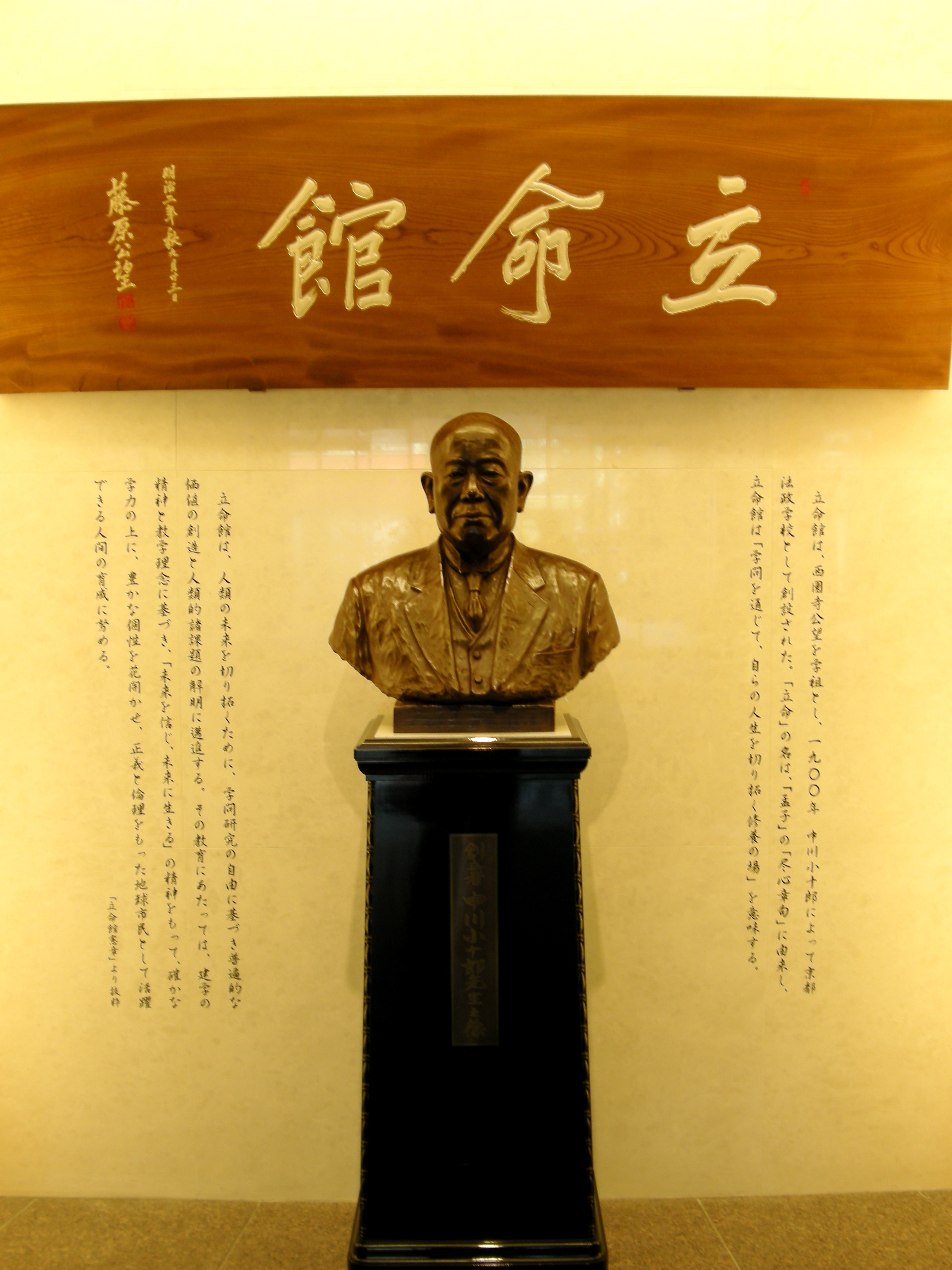
Nakagawa und Tafel mit Schulname „立命館“

Die Schule wurde 1900 als Schule für Rechts- und Staatslehre Kyōto (京都法政学校, Kyōto hōsei gakkō)  „wiederaufgebaut“. Der Gründer war Nakagawa Kojūrō (中川小十郎, 1866–1944), Saionjis ehemaliger Sekretär. 1904 wurde sie in Shiritsu Kyōto Hōsei Daigaku (私立京都法政大学, dt. „Private Hochschule für Rechts- und Staatslehre Kyōto“) umbenannt. Saionji erlaubte ihr die Benutzung des Schulnamens Ritsumeikan und 1913 wurde die Schule in Shiritsu Ritsumeikan Daigaku (私立立命館大学, dt. „Private Ritsumeikan-Hochschule“) umbenannt. 1922 erlangte sie den Universitätsstatus und benannte sich in Ritsumeikan-Universität um. 1945 nach dem Pazifikkrieg wurde Suekawa Hiroshi (1892–1977) der Präsident und demokratisierte die Universität.
Der ehemalige Hirokōji-Campus (1901–1981, 35° 1′ 27,5″ N, 135° 46′ 7,5″ O) war zu klein, also zog die Universität 1981 in den Kinugasa-Campus. 1994 eröffnete sie den größeren Biwako-Kusatsu-Campus (BKC). 2000 gründete die Schulkörperschaft die Schwesteruniversität, Ritsumeikan Asia Pacific University.

## Fakultäten
- Kinugasa-Campus (in Kita-ku, Kyōto, 35° 1′ 57,2″ N, 135° 43′ 26,8″ O):
  - Fakultät für Rechtswissenschaft
  - Fakultät für Geisteswissenschaften
  - Fakultät für Industrielle Sozialwissenschaften
  - Fakultät für Interkulturelle Studien
  - Fakultät für Politikwissenschaft (jap. 政策科学部, engl. College of Policy Science)
  - Fakultät für Image Arts (jap. 映像学部, engl. College of Image Arts and Sciences)

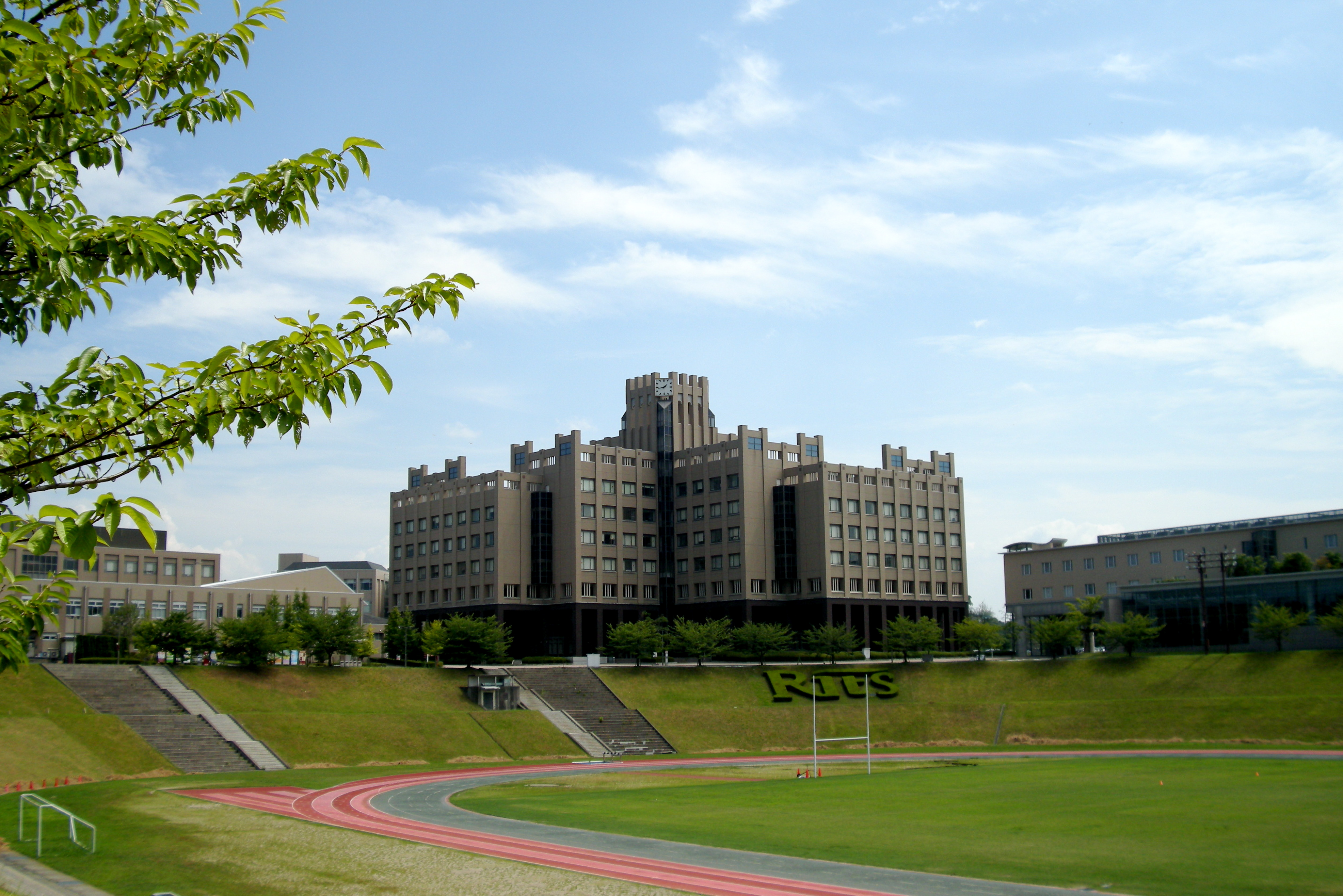
Biwako-Kusatsu-Campus

- Biwako-Kusatsu-Campus (in Kusatsu, Shiga, 34° 58′ 55,3″ N, 135° 57′ 45,6″ O):
  - Fakultät für Volkswirtschaftslehre
  - Fakultät für Betriebswirtschaftslehre
  - Fakultät für Natur- und Ingenieurwissenschaften
  - Fakultät für Informatik, Natur- und Ingenieurwissenschaften
  - Fakultät für Biowissenschaften
  - Fakultät für Pharmazie

## Bekannte Absolventen
- Shirakawa Shizuka (1910–2006), Orientalist